# Cylindera hammondi
Cylindera hammondi es una especie de escarabajo del género Cylindera, tribu Cicindelini, familia Carabidae. Fue descrita científicamente por Cassola en 1983.
Se distribuye por Indonesia, en la isla de Borneo. Habita en bosques mixtos y bancos de grava.